# Eschweilera decolorans
Eschweilera decolorans är en tvåhjärtbladig växtart som beskrevs av Noel Yvri Sandwith. Eschweilera decolorans ingår i släktet Eschweilera och familjen Lecythidaceae. Inga underarter finns listade i Catalogue of Life.